# Ли Чжухао
Ли Чжуха́о (кит. упр. 李朱濠, пиньинь Lǐ Zhūháo, род. 19 августа 1999) — китайский пловец, чемпион Азиатских игр.

## Биография
Родился в 1999 году в Вэньчжоу провинции Чжэцзян. В 2014 году завоевал золотую и серебряную медали Азиатских игр.
На чемпионате мира по плаванию на короткой воде в Хаунчжоу, в декабре 2018 года, на дистанции 200 метров баттерфляем завоевал бронзовую медаль мирового первенства.